# Alsterbro
Alsterbro is een plaats in de gemeente Nybro in het landschap Småland en de provincie Kalmar län in Zweden. De plaats heeft 462 inwoners (2005) en een oppervlakte van 88 hectare.
Alsterbro is tot bloei gekomen als stationsdorp aan de spoorlijn Mönsterås - Ruda - Åseda. Het station was aanleiding voor de vestiging van houtzagerijen en een meubelfabriek. Daardoor werd dit het belangrijkste dorp in de streek en hoofdplaats van de gelijknamige gemeente die in 1951 werd gevormd toen Kråksmåla en Bäckebo werden samengevoegd. Sinds 1971 maakt het deel uit van Nybro. In 1959 werd het personenvervoer stopgezet, in 1963 volgde het goederenvervoer.

## Verkeer en vervoer
Bij de plaats loopt de Länsväg 125.